# 离坚白
離堅白，又稱堅白石，是中國戰國時期名家的一派觀點，與合同異相對，代表人物是公孫龍，離堅白即將堅與白兩者相分離。
胡適於中國哲學史大綱提及，《堅白論》大旨為：「沒有心官做一個知覺的總機關，則一切感覺都是散漫不相統屬的；但可有這種感覺和那種感覺決不能有連絡貫串的知識。」

## 內容
此論說一開始便設問，把「堅、白、石」三分可以嗎？公孫龍認為分開就沒什麼好討論了，所以不可，那麼二分可以嗎？公孫龍認為可以。問為什麼？公孫龍回答：石無堅即可得白，如此一來就是二分，石無白即可得堅，如此一來也是二分。
接著論證道，眼看不到石之堅，只能看到石之白，因此「無堅」；手觸不到石之白，只能觸及石之堅，因此「無白」；看到白時觸不到堅、而當觸到堅時又看不到白，看與觸的結果是相離的，由此推論「石」之中「堅、白」不相互联系，故相互分離。
這種論點具體分析了各種感官對於事物的感受方式的特殊性，認為人們感覺接觸到的事物的各個屬性，都只能是絕對分離的獨立體。

### 原理
公孫龍对于离坚白的原理：现假设有物体A，该物体有B、C两个性质。若要讨论B、C两性质其中之一，皆为A的性质，因此A不可以从B或C中分开。但B和C两者是可以分开的。
依此原理，针对某一物体的各个不同的性质，只存在性质和物体之间绝对的关系，而各性质之间则是相对独立的。

## 常見誤解
- 後來有人認為，公孫龍將感觀與感官分離，是錯誤的論證方法。然而感觀與感官表面上相等，但視覺與觸覺卻是相異，反而正中離堅白的陷阱，並不能反駁公孫龍的論證法。[7]
- 有人認為離堅白是刻意完全分離一切事物。這是錯誤的，因「堅、白、石三，可乎？曰：不可。」是至關重要的前提。